# Alexander Milton Ross
Alexander Milton Ross (13 de diciembre de 1832-27 de octubre de 1897), nació en Belleville, Alto Canadá y falleció en Detroit, Míchigan. Ross fue un agente de la red secreta de escape de esclavos del ferrocarril subterráneo, conocido en la organización y entre los esclavos como "The Birdman" por su coartada preferida como ornitólogo.

## Libros
Alexander Milton Ross es el autor de muchos libros: Recollections of an Abolitionist (Montreal, 1867) ; Birds of Canada (1872) ; Butterflies and Moths of Canada (1873); Flora of Canada (1873); Forest Trees of Canada, (1874); Ferns and Wild Flowers of Canada (1877) ; Mammals, Reptiles, and Fresh-water Fish of Canada (1878); Vaccination a Medical Delusion (1885); y Medical Practice of the Great Future.
También aparece como un personaje en la novela infantil de 1977Underground to Canada, la cual muestra a cuatro jóvenes esclavos que, con la ayuda de Ross, escapan a Canadá a través del ferrocarril subterráneo.

## Lectura adicional
Wright, Rick (2009) Birder undercover: the life and times of Alexander Milton Ross. Birding 41(2): 46-50
- Datos: Q4719663
- Especies: Alexander Milton Ross